# جایزه بزرگ بلژیک ۱۹۶۲
جایزه بزرگ بلژیک ۱۹۶۲ (انگلیسی: ‎1962 Belgian Grand Prix‎) یک مسابقهٔ موتوری در رشتهٔ اتومبیل‌رانی فرمول یک بود که در تاریخ ۱۷ ژوئن ۱۹۶۲ در اسپا-فرانکورشان واقع در اسپا، بلژیک برگزار شد. این گراند پری در میان ۹ گراند پری در فصل ۱۹۶۲، مسابقهٔ شمارهٔ ۳ بود.
در این مسابقه که در ۳۲ دور و به مسافت ۴۵۱٫۲۰۰ کیلومتر (۲۸۰٫۳۶۳ مایل) برگزار شد، پول پوزیشن توسط گراهام هیل کسب شد و سریع‌ترین زمان برای طی یک دور پیست که برابر با ۳:۵۵٫۶ بود نیز توسط جیم کلارک به ثبت رسید.
جیم کلارک از تیم لوتوس-کلیمکس، گراهام هیل از تیم بی‌آرام و فیل هیل از تیم فراری به‌ترتیب مقام‌های اول تا سوم مسابقه را کسب کردند.

## رده‌بندی قهرمانی پس از مسابقه
|       | جایگاه | راننده      | امتیاز |
| ----- | ------ | ----------- | ------ |
|       | ۱      | گراهام هیل  | ۱۶     |
|       | ۲      | فیل هیل     | ۱۴     |
| ۱۱    | ۳      | جیم کلارک   | ۹      |
| ۱     | ۴      | بروس مک‌لارن | ۹      |
| ۱     | ۵      | تروور تیلور | ۶      |
| منبع: |        |             |        |

|       | جایگاه | سازنده       | امتیاز |
| ----- | ------ | ------------ | ------ |
| ۱     | ۱      | بی‌آرام       | ۱۶     |
| ۲     | ۲      | لوتوس-کلیمکس | ۱۵     |
|       | ۳      | فراری        | ۱۴     |
| ۳     | ۴      | کوپر-کلیمکس  | ۱۱     |
|       | ۵      | لولا-کلیمکس  | ۵      |
| منبع: |        |              |        |

یادداشت
- تنها پنج جایگاه نخست از هر رده‌بندی نمایش داده شده‌است.